# Bassenge
Bassenge là một đô thị trong vùng Wallonie, tỉnh Liège, Bỉ. Tại thời điểm ngày 1 tháng 1 năm 2006, Bassenge có tổng dân số 8.335 người. Tổng diện tích là 38,17 km² với mật độ dân số 218 người trên mỗi km².